# La Balanguera
La Balanguera är Mallorcas nationalsång, baserad på en dikt av Joan Alcover i Maspons (1854–1926) från 1902 eller 1903. Alcover har i sin tur låtit sig inspireras av en gammal och populär mallorkinsk barnramsa. Musiken är komponerad av den katalanske tonsättaren Amadeu Vives. November 1996 beslöt Consell Insular de Mallorca att utnämna sången till "nationalsång" för ön.

## Texten
Texten är på katalanska. I sin befintliga version är den dock baserad på standardkatalanskan från Katalonien och inte på mallorkinskan, den särpräglade varianten från ön (se baleariska). Notera 'la' som bestämd artikel, där mallorkinska skulle haft 'sa'.

## La Balanguera (påkatalanska)
La Balanguera misteriosa,
com una aranya d'art subtil,
buida que buida sa filosa,
de nostra vida treu lo fil.
Com una parca bé cavilla
teixint la tela per demà
La Balanguera fila, fila,
la Balanguera filarà.
Girant l'ullada cap enrera
guaita les ombres de l'avior,
i de la nova primavera
sap on s'amaga la llavor.
Sap que la soca més s'enfila
com més endins pot arrelar
La Balanguera fila, fila,
la Balanguera filarà.
De tradicions i d'esperances
tix la senyera pel jovent
com qui va un vel de noviances
amb caballeres d'or i argent
de la infantesa qui s'enfila
de la vellura qui se'n va.
La Balanguera fila, fila,
la Balanguera filarà